# لویپرسدورف بای فورشتانفلد
لویپرسدورف بای فورشتانفلد (به آلمانی: Bad Loipersdorf) یک منطقهٔ مسکونی در اتریش است که در هارتبرگ فورستنفلد واقع شده‌است. لویپرسدورف بای فورشتانفلد ۱۷٫۷۴ کیلومتر مربع مساحت دارد ۲۴۹ متر بالاتر از سطح دریا واقع شده‌است.